# Diceratella inermis
Diceratella inermis là một loài thực vật có hoa trong họ Cải. Loài này được Jonsell mô tả khoa học đầu tiên năm 1979.